# HMAS Adelaide (FFG 01)
La HMAS Adelaide (FFG 01) fue la primera unidad de las seis fragatas de la clase clase Adelaide de la Royal Australian Navy. Estuvo en servicio de 1980 a 2008.
Fue construida por Todd Pacific Shipyards (de Seattle, Washington). Fue colocada la quilla en 1977. Fue botada en junio de 1980 y asignada en noviembre del mismo año.
Esta unidad sirvió en la guerra del Golfo de 1990-91 y en la operación de mantenimiento de la paz de Timor Oriental en 1999. Tras su retiro fue hundida como pecio para buceo.